# NGC 350
NGC 350 é uma galáxia elíptica (E-S0) localizada na direcção da constelação de Cetus. Possui uma declinação de -06° 47' 43" e uma ascensão recta de 1 horas, 01 minutos e 56,6 segundos.
A galáxia NGC 350 foi descoberta em 27 de Setembro de 1864 por Albert Marth.